# Phobetron pithecium
Phobetron pithecium is een vlinder uit de familie van de slakrupsvlinders (Limacodidae). De wetenschappelijke naam van de soort is voor het eerst geldig gepubliceerd in 1797 door Abbot & Smith.